# Coolhunting
Coolhunting (săn tìm những cái hay) là một thuật ngữ được đặt ra vào đầu những năm 1990, chỉ một "dòng dõi" các chuyên gia tiếp thị mới, được gọi là coolhunters (những người săn tìm cái hay) . Công việc của họ là quan sát và dự đoán những thay đổi về xu hướng văn hóa mới và xu hướng hiện hành.
Đối với công việc này, họ giống như các biên tập viên trang web thời trang thuộc trực giác của những năm 1960 như Nancy White (Harper's Bazaar 1958-1971). Các Coolhunter hoạt động nổi bật nhất trong lĩnh vực thời trang đường phố và thiết kế, nhưng công việc của họ cũng có một chút liên quan đến công việc của những người theo thuyết vị lai như Faith Popcorn.
Gần đây, coolhunting đã trở thành một hoạt động trực tuyến mang tính xu hướng. Hiện nay, nhiều người viết blog là những coolhunter trực tuyến trong rất nhiều lĩnh vực văn hóa và kỹ thuật khác nhau. Các trang web tin tức và trang web đánh dấu cộng đồng có thể được coi là dụng cụ đo mức độ "cool" do một bình chọn dựa trên ý kiến chung, những đánh dấu và liên kết từ người sử dụng trang web mở ra xu hướng mới và những cái "cool" vào bất cứ thời điểm nào dù sớm hay muộn.

## Coolhunting là một ngành kinh doanh
Có thể tìm Coolhunter ở nhiều nơi khác nhau. Nhưng phổ biến nhất là:

### Công ty coolhunting
Một công ty coolhunting là một công ty tiếp thị, với mục đích riêng biệt là thực hiện những nghiên cứu về những người trẻ làm việc trong những ngành nghề nói trên. Sau đó họ soạn dữ liệu và báo cáo chi tiết về xu hướng đang lên và xu hướng lỗi thời trong văn hóa giới trẻ, cũng như dự đoán về xu hướng tương lai. Họ cũng cung cấp dịch vụ tư vấn, thường là cho một số các tập đoàn lớn trên thế giới.

### Coolhunting nhóm
Không thực hiện nghiên cứu thị trường, một số công ty chọn sự phân hóa tiếp thị văn hóa tuổi trẻ theo nhóm. Những sự phân nhóm này có vai trò tương tự như là một công ty coolhunting, nhưng các báo cáo và dữ liệu thu thập được vẫn nằm trong phạm vi công ty và được sử dụng riêng biệt để cải thiện sản phẩm của công ty. Một công ty thường sẽ ưu tiên sử dụng kiểu coolhunting này làm phương pháp nhằm đạt được thuận lợi trong thị trường giới trẻ đáng giá, vì những ai sẵn sàng trả tiền thì đều có được nghiên cứu của các công ty coolhunting. Một ví dụ điển hình về một công ty sử dụng nghiệp vụ coolhunting nhóm là mạng lưới TV của Viacom.

## Phương pháp và thực tiễn
Coolhunting đơn giản hơn việc nghiên cứu thị trường nhiều vì đặc tính của các chủ thể. Thị trường thiếu niên trước 13 tuổi thường được gọi là nhóm thị trường "cứng đầu", do chúng không đáp lại một cách đàng hoàng với các chiến dịch quảng cáo và tiếp thị rầm rộ nhắm vào chúng. Các coolhunter do đó phải cẩn trọng hơn trong phương pháp thu thập thông tin và dữ liệu.

## Các nhóm tâm điểm
Mặc dù các nhóm tâm điểm khá là rành mạch trong nỗ lực thu thập thông tin, nhưng họ rất phổ biến trong các coolhunter vì họ tạo được sự hiểu biết sâu sắc trong suy nghĩ và cảm giác của nhóm mục tiêu của họ. Các coolhunter thường sẽ tập trung một nhóm các cá nhân được chọn lựa ngẫu nhiên từ nhóm mục tiêu của mình. Trong khi một hoặc nhiều nhà nghiên cứu tác động đến nhóm này, thì thường sẽ có một nhóm dấu mặt kiểm soát và ghi hình lại. Đó là vì các coolhunter không chỉ muốn nghe những gì mà chủ thể của họ phải nói, mà họ còn muốn quan sát cách cư xử đơn giản riêng của họ.
Tùy vào đặc tính của nghiên cứu mà các phương pháp thu thập thông tin trong suốt một cuộc phỏng vấn của nhóm tâm điểm có thể là cực kỳ đa dạng, với những câu hỏi liên quan đến phong cách sống và văn hóa tuổi trẻ, hoặc cụ thể hơn là so sánh các khía cạnh nhất định và xác định nhóm đó đáp ứng nhiệt tình với khía cạnh nào nhất.
Các thành viên của nhóm tâm điểm thường được tưởng thưởng cho sự tham gia của họ, đó có thể là một khoản tiền mặt, sản phẩm miễn phí, hoặc là các phần thưởng khác.

## Coolhunter kín
Các coolhunter thường sẽ chọn ra các cá nhân từ nhóm mục tiêu của mình, đó là những người được đánh giá là lãnh đạo hoặc người dẫn đầu. Sau đó họ sẽ thuê các cá nhân này làm coolhunter kín, có nhiệm vụ bí mật thu thập thông tin từ những người ngang hàng với họ, rồi báo cáo về cho chủ thuê. Đây là một phương pháp coolhunting phổ biến vì nó tạo được sự hiểu biết sâu sắc trong nhóm mục tiêu của họ trong môi trường tự nhiên.

## Coolhunting trực tuyến
Có rất nhiều phương pháp thực hiện nghiên cứu thị trường trực tuyến. Phổ biến là khảo sát trực tuyến, với phương pháp này thành viên tham gia thường sẽ nhận được một giải thưởng hoặc một khoản tiền sau khi hoàn thành. Vào những lúc khác các coolhunter sẽ tham gia vào các phòng chat và các nhóm web, làm ra vẻ là một cá nhân trong nhóm mục tiêu và thu thập thông tin.
Xu hướng mới của các trang web đánh dấu như Digg, Delicious, Mixx, Reddit, Stumbleupon là coolhunting một hoạt động công cộng và hoạt động xã hội trực tuyến.
Trên các trang web đánh dấu chung, chính các thành viên là những coolhunter, họ bị thúc đẩy bởi khao khát riêng của họ, để lưu trữ các liên kết và nội dung, và có lẽ là chia sẻ các khái niệm riêng của họ về những gì "cool". Đối với những người quản lý trang web, các nhà tiếp thị, PR và những người phụ trách từng mảng riêng biệt có thể khám phá các xu hướng quanh mảng đề tài của mình và về các sản phẩm, cũng như những gì hiện đang nóng bỏng đối với phần đông người sử dụng, về các chủ đề từ thời trang, xe cộ đến dịch vụ trang web.

## Giáo dục
Coolhungting cũng là 1 môn học của nhóm ngành chuyên về thiết kế và công nghệ Web tại nhiều trường đại học trên thế giới.

## Nghiên cứu thêm
- Peter A. Gloor and Scott M. Cooper (2007). Coolhunting: Chasing Down the Next Big Thing. AMACOM Div American Management Association. ISBN 0-8144-7386-5.
- Bernard Cova, Robert Kozinets, and Avi Shankar (2007). Consumer Tribes. Butterworth-Heinemann. tr. 137–139. ISBN 0-7506-8024-5.{{Chú thích sách}}:  Quản lý CS1: nhiều tên: danh sách tác giả (liên kết)
- Nick Southgate (ngày 22 tháng 6 năm 2003). "Coolhunting with Aristotle" (PDF). Proceedings of the Market Research Society Conference 2003. Bản gốc (PDF) lưu trữ ngày 31 tháng 12 năm 2004. Truy cập ngày 28 tháng 5 năm 2013. also printed as:
  - Nick Southgate. "Coolhunting with Aristotle". International Journal of Market Research Society. Quyển 45 số 2. tr. 167–189.
- Russell W. Belk (2007). "You ought to be in pictures: Envisioning market research". Trong Naresh K. Malhotra (biên tập). Review of Marketing Research. M.E. Sharpe. tr. 197–198. ISBN 978-0-7656-1306-6.
- Scott Westerfeld, So Yesterday